# Automotrice FS ALDb 200
Le automotrici ALDb 200 delle Ferrovie dello Stato erano una serie di automotrici-bagagliaio, con motore a benzina, di costruzione Breda.

## Storia
Nel febbraio del 1934 le Ferrovie dello Stato ordinarono alla Breda la costruzione di tre automotrici-bagagliaio per il trasporto di collettame sulle linee a scarso traffico.
Le automotrici, classificate ALDb 201 ÷ 203, furono assegnate inizialmente al deposito di Bologna, ma presto trasferite a Foligno, dove l'unità 201 venne distrutta nell'incidente ferroviario di Contigliano e demolita nel gennaio 1937. Le altre due unità stentarono a trovare un utilizzo soddisfacente, e così la 202 venne demolita nel 1948, mentre la 203 nel 1950 venne demotorizzata, e riclassificata come rimorchiata LDb 203 (dal 1962 LDn 203), terminando la sua carriera nel 1971.